# 若林繁太
若林 繁太（わかばやし しげた、1925年〈大正14年〉1月24日 - 2007年〈平成19年〉7月27日）は日本の教育者、教育評論家。篠ノ井旭高校（現・長野俊英高等学校）の経験をもとに「教育は死なず」を上梓したことで知られる。その後豊川高校校長を務めた。

## 来歴
1925年に中国撫順で生まれる。旧制撫順中学校卒業。1953年に明治大学法学部法学科を卒業、1956年に明治大学大学院修士課程修了。同年、明治大学法学研究所研究員。当初は作家を志していたが挫折し、両親の世話のために長野に帰郷する。
1960年に長野県篠ノ井市の私立篠ノ井旭高校（現・長野俊英高校）開校とともに社会科教師として赴任し、1974年に校長となった。当時の篠ノ井旭高校は非行が蔓延し生徒数が1500人から200人に激減する事態に喘いでおり、若林は「一人の落ちこぼれも出さない」を掲げ、全国から不登校児や不良生徒を集めることを実施した。結果、100人以上の生徒が集まり旭高校の生徒の99％が転校生となったほか、若林は多い時には20人以上の生徒らを自宅に下宿させていたこともあった。昭和50年代前半に旭高校ではいったんは非行が収まったがその後増加し、校舎の破壊や飲酒、リンチ、更には喧嘩で元からの在校生を巻き込む事態にまで発展する。そこで若林はゲーム的な小罰則やマラソン大会、漢字書き取り大会を実践し学力の恢復や非行の減少を図り最終的には無くなった。また不良生徒に限らず養護学校からの障害のある生徒を受け入れることにも積極的であった。学校の長期休業期間でも生徒指導を行っていたことから「トレパン先生」との愛称でも呼ばれていた。
1978年、篠ノ井旭高校での経験をもとに「教育は死なず」を上梓しベストセラーとなり、第27回読売教育賞を受賞。1981年に監督および脚本を板谷紀之にした映画「巣立ちのとき 教育は死なず」が公開された。同年には、原作を読んだ小山内美江子が感銘を受け若林ら教師をモチーフにしたドラマ、父母の誤算が放送された。1984年、篠ノ井旭高校を辞職。同校の名誉校長になる。1988年、豊川高校校長に赴任。当時の豊川高校では入学に際した不正行為で教員が解雇される事態が起きており労使関係が悪化、若林はその関係を修復することに奔走した。また処罰規定を撤廃し在籍出向制度を設け反響を呼んだ。1990年、脳出血により倒れ左半身麻痺となり、「生徒に心を伝えることができない」との理由から1991年、豊川高校校長を辞任。長野県教育技術研究所所長に就任する。黄柳野学園設立準備財団を元同僚らと立ち上げ、椎名誠、竹下景子、岸田今日子、黒柳徹子、山田洋次、羽仁協子らからの賛同を得る。1995年、黄柳野高校が開校され、1995年から1997年にかけ黄柳野学園の理事に就任する。晩年は全国各地での講演活動を行い、2007年7月27日、肺細胞癌にて死去した。82歳没。同年7月30日に行われた告別式には3000人が参列した。

## 著書・共著

### 単著
- 労働旬報社「教育は死なず」1978
- 労働旬報社「教育は死なず　正・続」1979
- 旬報社「教育は死なず　続々」1982/7　ISBN 978-4845120703
- 労働旬報社「栄光は君らのものだ: ジュニア版・教育は死なず」1983/6
- 労働旬報社「どこまでも子どもを信じて」1978/2
- 労働旬報社「教育のこころを求めつづけて」1979/11
- 佼成出版社「家庭の復活ー少年非行との闘いの中で」1980/11 ISBN 978-4333003983
- 労働旬報社「ゆるぎない人間愛に生きて」1982/7
- 春秋社「学校を立て直す」1983/7
- 協同出版「教師よ!」1984/1　ISBN 978-4-319-20005-4
- 講談社「教育よ、よみがえれ　たった一人の卒業式」1985/5　ISBN  978-4062013123
- 教育出版「学校発事件簿: 教育の陰に」1994/11　ISBN  978-4316384009
- 小学館「いじめは許さない: 理想の学校づくりへ挑戦」1995/4　ISBN 978-4098372829

### 共著
- 春秋社「どんな子も捨てられない : 教育の心を語る」若林繁太・林勝造・逸見武光著 1982/7
- ぎょうせい「学校再建」　若林繁太・長谷川義縁著 1987/4　ISBN 978-4324007501
- 労働旬報社「子どもに希望の翼を : 可能性と信頼の教育とは」若林繁太・若林福枝著　1988/12　ISBN 978-4845101009

### 寄稿
- 「非行こそ教育の始まり」　小此木啓吾・ジョージ秋山・若林繁太著　中央公論社、1981/3
- 「戸塚ヨットスクールの何が問題か」上之郷利昭・若林繁太著　中央公論社、1983/8
- 「真の教育とは何か」月刊新自由クラブ、1984/9

## 演じた俳優
- 「巣立ちの時 教育は死なず」 - 校長（若林）役　長門裕之

## 参考書籍
- 畑山博「ヒューマン・ドキュメント甦る教育」PHP研究所、1980年。　ISBN 978-4569204079